# الکساندرا یوستا
الکساندرا یوستا (لهستانی: Aleksandra Justa؛ زادهٔ ۲ اکتبر ۱۹۶۹) بازیگر اهل لهستان است. وی دانش‌آموختهٔ مدرسه ملی فیلم ووچ است.
از فیلم‌ها یا مجموعه‌های تلویزیونی که وی در آن‌ها نقش داشته‌است، می‌توان به اسم رمز: لهستان، مفقودشدگان، یخ‌ژاله، دو روی سکه، فرابنفش، سال‌های شیرین، پزشکان، قانون حقیقی، رنگ‌های خوشبختی، در خیابان سپولنی، پس‌تصویر، دختران جنگ، ۱۹۸۳، صد سال خاندان وینیخ، دهن‌به‌دهن، پدر متیو، دوران افتخار، ۳۹ و نیم، تیم، کارآگاهان جنایی، در خوشی و سختی و به تاخت اشاره نمود.